# Abdelatif Noussir
Abdellatif Noussir (in arabo عبد اللطيف نصير‎?; Fès, 20 febbraio 1990) è un ex calciatore marocchino, di ruolo difensore.

## Caratteristiche tecniche
È un terzino destro.

## Palmarès

### Competizioni nazionali
- Campionato marocchino: 4

Wydad Casablanca: 2014-2015, 2016-2017, 2018-2019, 2020-2021

### Competizioni internazionali
- CAF Champions League: 1

Wydad Casablanca: 2017
- Supercoppa d'Africa: 1

Wydad Casablanca: 2018
- Coppa della Confederazione CAF: 1

FUS Rabat: 2010